# Lysidin (Nukleosid)
Lysidin (k2C) ist ein seltenes Nukleosid und kommt in der tRNA vor. Es besteht aus der β-D-Ribofuranose (Zucker) und einem Derivat des Cytosins, wobei die Carbonylgruppe durch die Aminosäure Lysin ersetzt wurde. Dieses Substitutionsmuster hat Ähnlichkeit mit dem des Nukleosids Agmatidin.

## Synthese
Lysidin und Agmatidin können ausgehend von Cytidin hergestellt werden. Dabei wird die Aminogruppe durch Umsetzung mit Trimethylsilylchlorid, Pyridin und 4-Brombenzoylchlorid  als Ester geschützt. Die Hydroxygruppen werden durch Umsetzung mit Aceton und Perchlorsäure als Acetal geschützt. Die Seitenkette wird durch Umsetzung mit Lysin in Gegenwart von Lithiumchlorid und DBU eingeführt. Die gesamte Synthese ausgehend von Cytidin umfasst sechs Stufen.

## Eigenschaften
Bakterien entschlüsseln den Isoleucin-Codon AUA mit einer tRNA, die an der dritten Position des Anticodons (Position 34) von Cytidin auf Lysidin geändert wurde. Cytidin paart sich in der Regel mit Guanosin, Lysidin paart sich dagegen nur mit Adenosin. Uridin wurde an dieser Stelle nicht eingebaut, obwohl es der übliche Partner für Adenosin ist; es kann jedoch auch ein „Wobble-Basenpaar“ mit Guanosin bilden. Daher sichert Lysidin durch seine Eindeutigkeit in der Basenpaarung eine bessere Zuverlässigkeit der Translation.

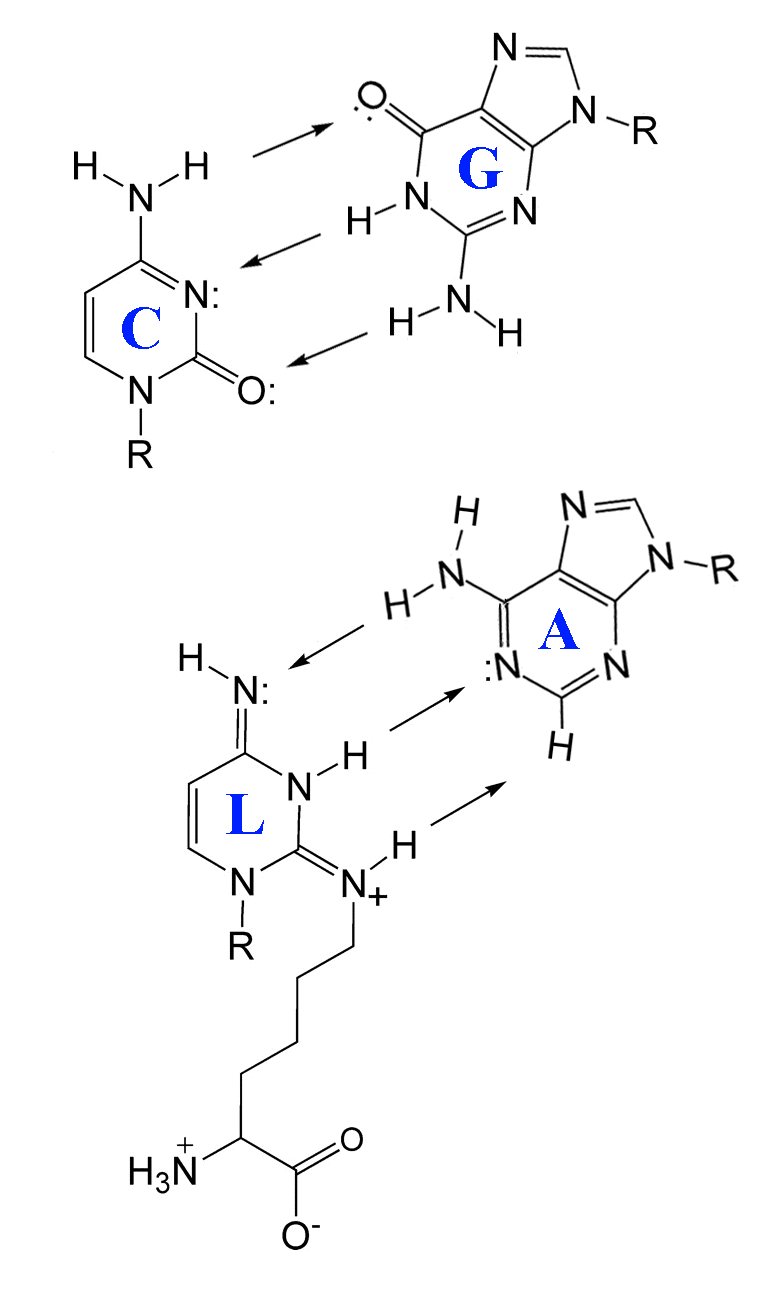
Cytidin-Guanosin-Basenpaar im Vergleich mit einem Lysidin-Adenosin-Basenpaar.
R = Ribose. Die Pfeile zeigen die Wasserstoffbrücken.

## Externe Links zu erwähnten Verbindungen
1. ↑  Externe Identifikatoren von bzw. Datenbank-Links zu 4-Brombenzoylchlorid:  CAS-Nr.: 586-75-4, EG-Nr.: 209-580-1, ECHA-InfoCard: 100.008.711, PubChem: 68515, Wikidata: Q69999947.